# William Debonaire Haggard
William Debonaire Haggard FSA, FRAS (2 février 1787 à Londres - 4 avril 1866 à Londres) est un numismate et un expert en lingots britannique. Il est directeur du Bullion Office de la Banque d'Angleterre dans les années 1840.

## Biographie
Haggard est élu membre de la Society of Antiquaries of London le 28 février 1833, décrit comme "un gentleman particulièrement au courant des antiquités numismatiques de ce pays" . Il est également membre de la Royal Asiatic Society et de la Royal Numismatic Society. Il est président de la Royal Numismatic Society de 1847 à 1849.
Sa collection est vendue aux enchères par Sotheby, Wilkinson & Hodge les 22 et 23 août 1866 .
Il y a un portrait de Haggard, par Leonard Charles Wyon, 1844, au British Museum .

## Ouvrages
- « Observations sur l'étalon de valeur et le moyen de circulation de ce pays », La Chronique Numismatique (1838-1842), 2, 17-35.
- Quelques remarques sur le monnayage anglais (1835)
- Documents divers (Windsor, 1860) - imprimés en privé.
- " La vie d'Abraham Newland, ancien caissier principal de la Banque d'Angleterre, 1808": Quelques commentaires sur des parties de l'essai ci-dessus et des remarques sur notre système monétaire actuel (1866)
- (avec Eckfeldt, J., et Du Bois, W.) "Nouvelles variétés de pièces d'or et d'argent, pièces contrefaites et lingots, avec des valeurs de monnaie", The Numismatic Chronicle and Journal of the Numismatic Society, 13, 135-138 (1850).
- « Californian Gold », The Numismatic Chronicle and Journal of the Numismatic Society, 13 (1850), 37-41.
- « Avis d'une médaille du chevalier d'Eon », La Chronique numismatique et Journal de la Société numismatique, 11 (1848), 48-56.
- « Médailles du prétendant », La Chronique numismatique (1838-1842), 1 (1838), 219-222.
- « Médailles du prétendant (partie 2) », La Chronique numismatique (1838-1842), 2, 37-42.
- « Médailles du prétendant (partie 3) », La Chronique numismatique (1838-1842), 3, 149-152.
- " Expériences faites sur une pièce d'argent Peña, sauvée du Lady Charlotte, naufragé sur la côte d'Irlande en décembre 1838, quant à sa capacité de retenir l'eau " (résumé). Résumés des articles imprimés dans les transactions philosophiques de la Royal Society of London, 4 (1837), 118-119.